# Wereldkampioenschap voetbal 2018 (kwartfinale) Zweden - Engeland
Dit artikel gaat over de wedstrijd in de kwartfinales tussen Zweden en Engeland die gespeeld werd op zaterdag 7 juli 2018 tijdens het wereldkampioenschap voetbal 2018. Het duel was de 58e wedstrijd van het toernooi.

## Voorafgaand aan de wedstrijd
- Zweden stond bij aanvang van het toernooi op de 24e plaats van de FIFA-wereldranglijst.[1]
- Engeland stond bij aanvang van het toernooi op de 12e plaats van de FIFA-wereldranglijst.[2]
- De confrontatie tussen de nationale elftallen van Zweden en Engeland vond 23 maal eerder plaats.[3]
- Het duel vond plaats in het Cosmos Arena in Samara. Dit stadion werd in 2018 geopend en heeft een capaciteit van 44.918.

## Wedstrijdgegevens[4]
| Datum                | 7 juli 2018                                                                                    | 7 juli 2018                                                                                    |
| Wedstrijdnummer      | 58                                                                                             | 58                                                                                             |
| Stadion              | Cosmos Arena, Samara                                                                           | Cosmos Arena, Samara                                                                           |
| Toeschouwers         | 39.991                                                                                         | 39.991                                                                                         |
| Scheidsrechter       | Björn Kuipers                                                                                  | Björn Kuipers                                                                                  |
| Assistenten          | Sander van Roekel Erwin Zeinstra                                                               | Sander van Roekel Erwin Zeinstra                                                               |
| Vierde official      | Antonio Mateu                                                                                  | Antonio Mateu                                                                                  |
| Videoscheidsrechters | Danny Makkelie Carlos Astroza (assistent) Bastian Dankert (assistent) Felix Zwayer (assistent) | Danny Makkelie Carlos Astroza (assistent) Bastian Dankert (assistent) Felix Zwayer (assistent) |
| Man van de wedstrijd | Jordan Pickford                                                                                | Jordan Pickford                                                                                |
|                      | Zweden                                                                                         | Engeland                                                                                       |
| Doelpunten           | 0                                                                                              | 2                                                                                              |
| Gele kaarten         | 2                                                                                              | 1                                                                                              |
| Rode kaarten         | 0                                                                                              | 0                                                                                              |
| Wissels              | 3                                                                                              | 3                                                                                              |
| Schoten op doel      | 4                                                                                              | 8                                                                                              |
| Schoten naast doel   | 3                                                                                              | 4                                                                                              |
| Overtredingen        | 10                                                                                             | 7                                                                                              |
| Hoekschoppen         | 1                                                                                              | 6                                                                                              |
| Buitenspel           | 2                                                                                              | 1                                                                                              |
| Vrije trappen        | 8                                                                                              | 12                                                                                             |
| Balbezit (%)         | 43                                                                                             | 57                                                                                             |

| Zweden | 0 – 2        | Engeland |
| | goals        | 30' Harry Maguire 59' Dele Alli |
| Janne Andersson | bondscoach   | Gareth Southgate |
| Robin Olsen Victor Lindelöf Andreas Granqvist Ludwig Augustinsson Emil Krafth 85' Sebastian Larsson Albin Ekdal Emil Forsberg 65' Viktor Claesson Marcus Berg Ola Toivonen 65' | opstellingen | Jordan Pickford Kyle Walker John Stones Harry Maguire Kieran Trippier Ashley Young Jesse Lingard 85' Jordan Henderson 77' Dele Alli Harry Kane 90'Raheem Sterling |
| Martin Olsson 65' John Guidetti 65' Pontus Jansson 85' | wissels      | 77' Fabian Delph 85' Eric Dier 90' Marcus Rashford |
| John Guidetti 87' Sebastian Larsson 90' | gele kaarten | 87' Harry Maguire |